# Phân mảnh sinh cảnh

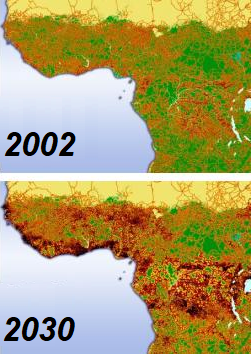
Phân mảnh và phá hủy sinh cảnh của Vượn Lớn ở Trung Phi, từ các dự án GLOBIO và GRASP (2002). Các khu vực được hiển thị bằng màu đen và đỏ lần lượt là những khu vực mất sinh cảnh nghiêm trọng và trung bình.

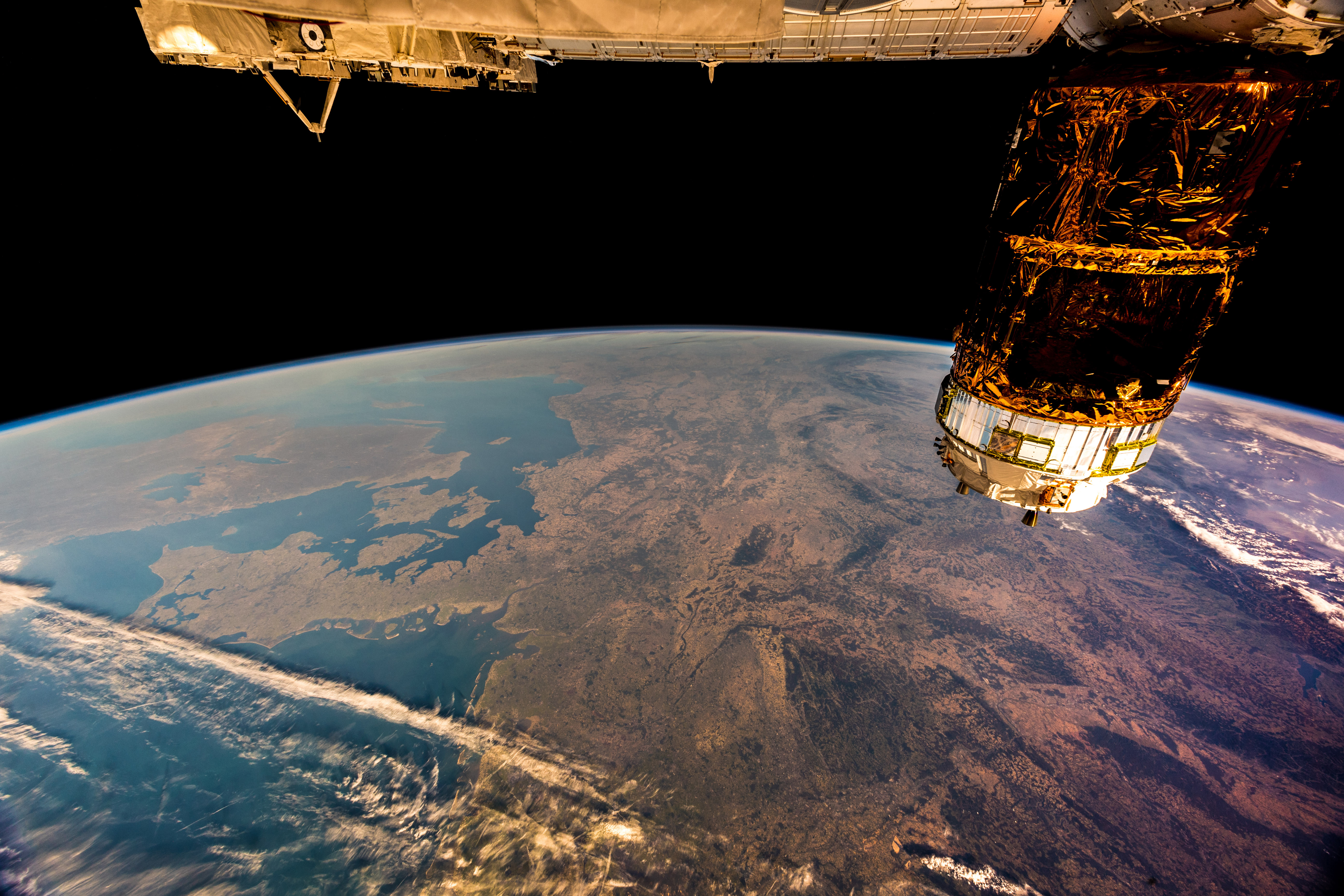
Phá rừng ở châu Âu. Pháp là quốc gia bị phá rừng nhiều nhất ở châu Âu, chỉ còn lại 15% thảm thực vật bản địa.

Phân mảnh sinh cảnh miêu tả sự xuất hiện của gián đoạn (phân mảnh) ở môi trường ưa thích (sinh cảnh) của sinh vật, gây ra phân mảnh dân số và suy thoái hệ sinh thái. Nguyên nhân của phân mảnh sinh cảnh gồm có các quá trình địa chất dần làm thay đổi cách bố trí của môi trường tự nhiên (được xem là một trong những nguyên nhân chính dẫn dẫn đến hình thành loài) và hoạt động của con người như chuyển đổi đất đai có thể làm thay đổi môi trường nhanh hơn nhiều và khiến nhiều loài tuyệt chủng. Cụ thể hơn, phân mảnh sinh cảnh là một quá trình trong đó những sinh cảnh rộng lớn và liền kề bị chia cắt thành thành những mảng sinh cảnh nhỏ hơn và biệt lập.

## Định nghĩa
Thuật ngữ phân mảnh sinh cảnh có 5 hiện tượng rời rạc:
- Giảm tổng diện tích của sinh cảnh
- Giảm nội thất: tỷ lệ rìa
- Biệt lập một mảnh sinh cảnh với các khu vực sinh cảnh khác
- Phá vỡ một mảng sinh cảnh thành nhiều mảng nhỏ hơn
- Giảm kích thước trung bình của từng mảng sinh cảnh

Phân mảnh không chỉ làm mất số lượng sinh cảnh mà bằng cách tạo ra các mảng nhỏ, biệt lập, nó còn làm thay đổi các đặc tính của sinh cảnh còn lại. Phân mảnh sinh cảnh là cấp độ cảnh quan của hiện tượng và quá trình cấp độ mảng. Như vậy tức là nó bao hàm: các khu vực mảng, hiệu ứng rìa và độ phức tạp của hình dạng mảng.
Trong các tài liệu khoa học, có một số tranh luận liệu thuật ngữ "phân mảnh sinh cảnh" có áp dụng trong trường hợp mất sinh cảnh hay liệu thuật ngữ này chủ yếu áp dụng cho hiện tượng sinh cảnh bị chia cắt thành những mảng nhỏ hơn mà không làm giảm đáng kể diện tích sinh cảnh. Các nhà khoa học sử dụng định nghĩa chặt chẽ hơn về "phân mảnh sinh cảnh" sẽ gọi việc mất diện tích sinh cảnh là "mất sinh cảnh" và đề cập rõ ràng cả hai thuật ngữ nếu mô tả tình huống nơi sinh cảnh trở nên ít kết nối hơn và có ít sinh cảnh tổng thể hơn.
Ngoài ra, phân mảnh sinh cảnh bị xem là một mối đe dọa xâm lấn đối với đa dạng sinh học, do quan hệ của nó là tác động đến số lượng lớn các loài hơn là xâm lấn sinh học, khai thác quá mức hoặc ô nhiễm.

## Nguyên nhân

### Nguyên nhân tự nhiên
Bằng chứng về phá hủy sinh cảnh thông qua các quá trình tự nhiên như thuyết núi lửa, hỏa hoạn và biến đổi khí hậu được phát hiện trong hồ sơ hóa thạch. Ví dụ, phân mảnh sinh cảnh của các khu rừng mưa nhiệt đới ở Âu Mỹ 300 triệu năm trước đã gây mất mát lớn về tính đa dạng của động vật lưỡng cư, nhưng đồng thời, khí hậu khô hạn hơn đã thúc đẩy sự bùng nổ về tính đa dạng của các loài bò sát.

### Nguyên nhân do con người
Phân mảnh sinh cảnh thường do con người gây ra khi các thực vật bản địa bị chặt phá để phục vụ cho các hoạt động của con người như nông nghiệp, phát triển nông thôn, đô thị hóa và tạo các hồ chứa thủy điện. Sinh cảnh đã liên tục bị chia thành các mảnh riêng biệt. Do hoạt động của con người, nhiều sinh cảnh nhiệt đới và ôn đới đã bị phân mảnh nghiêm trọng và trong tương lai gần, mức độ phân mảnh sẽ tăng lên đáng kể. Sau khi phát quang cường độ lớn, những mảnh riêng biệt có xu hướng trở thành những hòn đảo rất nhỏ bị cô lập với nhau bởi đất trồng trọt, đồng cỏ, vỉa hè hoặc thậm chí là đất cằn cỗi. Loại thứ hai thường là kết quả của đốt rừng làm nương rẫy trong khu rừng nhiệt đới. Trong vành đai lúa mì ở miền trung tây New South Wales, Úc, 90% thảm thực vật bản địa đã bị chặt phá và hơn 99% đồng cỏ cao ở Bắc Mỹ đã bị chặt phá, dẫn đến phân mảnh sinh cảnh nghiêm trọng.

### Nội sinh so với ngoại sinh
Có hai loại quá trình có thể dẫn đến phân mảnh sinh cảnh: quá trình ngoại sinh và quá trình nội sinh. Nội sinh là một quá trình phát triển như một phần của sinh học loài, vì thế chúng thường gồm có những thay đổi về sinh học, tập tính và tương tác trong hoặc giữa các loài. Những mối đe dọa nội sinh có thể dẫn đến thay đổi đối với mô hình sinh sản hoặc mô hình di cư và thường được kích hoạt bởi các quá trình ngoại sinh. Quá trình ngoại sinh không phụ thuộc vào sinh học loài và có thể gồm có suy thoái sinh cảnh, phân chia sinh cảnh hoặc cô lập sinh cảnh. Những quá trình này có thể có tác động đáng kể đến quá trình nội sinh bằng cách thay đổi tập tính cơ bản của loài. Phân chia hoặc cô lập môi trường sống có thể dẫn đến những thay đổi trong phân tán hoặc di chuyển của các loài, kể cả thay đổi đối với di cư theo mùa. Những thay đổi này có thể dẫn đến giảm mật độ loài, tăng cạnh tranh hoặc thậm chí tăng loài ăn thịt.